# Église Saint-Jean-Baptiste de Jazeneuil
L'église Saint-Jean-Baptiste est une église catholique située à Jazeneuil, en France.

## Localisation
L'église est située dans le département français de la Vienne, sur la commune de Jazeneuil. Elle domine à peine la charmante rivière, affluent du Clain, la Vonne.

## Historique
L'église Saint-Jean-Baptiste de Jazeneuil est classé au titre des monuments historiques en 1883.
C'est un bel exemple d'édifice roman du XIIe siècle tant par la qualité de sa sculpture que par ses formes architecturales. Bien avant la construction de l'édifice actuel, il existait déjà en ce lieu trois chapelles respectivement consacrées à la Vierge Marie, à Sainte Geneviève et à Saint Macou. Ces chapelles auraient été contemporaines de la grande période d'évangélisation des Gaules par Saint Hilaire et Saint Martin qui a eu lieu au IVe siècle. La trace de ces trois édifices se retrouve dans un document de 681 écrit à l'occasion du transfert des reliques de Saint Léger, évêque et martyr d'Autun, jusqu'à Saint-Maixent-l'École. Le cortège s’arrêta à Jazeneuil.
Il semble que le vocable de Saint-Jean-Baptiste ait été attribué à l'ensemble de l'église vers le XIIe siècle. Le choix de cette dédicace a été sans doute déterminé par la présence de l'eau à proximité qui rappelle l'eau du baptême. En effet, une source coule sous le chœur de l'église et débouche au pied du chevet dans la fontaine dite de Saint Macou. On plongeait, autrefois dans cette fontaine, les jeunes enfants qui se développaient avec retard. Ces enfants étaient appelés "les Macouins" - afin que reprenne leur croissance.
Jazeneuil relevait, par ailleurs, de la châtellenie de Lusignan. Ceci peut expliquer la similitude de style entre les églises de ces deux villages.
Jazeneuil accueillit en 1584 un synode protestant rassemblant 23 pasteurs et autant de laïcs dans l'église, alors inutilisée, et le prieuré[précision nécessaire].
Depuis 1988, l'église et ses abords ont fait l'objet de plusieurs programmes de rénovation et de restauration:
- création du parvis devant le portail occidental et devant le portail sud du transept en 1988-1989.
- restauration des toitures en lauzes de l'abside principale et de l'absidiole sud en 1991-1993.
- restauration des bras sud et nord du transept, du clocher, de la façade occidentale avec sa baie qui a été dégagée et de la tourelle d'escalier en 1997-1998. Création d'un premier vitrail moderne inauguré le 23 juin 2000.
- Création de 8 autres vitraux modernes de 2002 à 2007

Depuis 2019, l'église a bénéficié d'une mise en valeur accrue grâce à des initiatives locales de préservation du patrimoine, notamment avec des visites guidées régulières et une intégration dans les circuits touristiques de la Vienne, favorisant une meilleure accessibilité pour les visiteurs. En 2024, des événements communautaires, tels que des expositions et des concerts, ont animé le site, contribuant à sa vitalité culturelle.

## Description
Le plan de l'église est simple : une nef à vaisseau unique à l'origine, un transept saillant, un chœur avec une abside en hémicycle.
La construction date du troisième quart du XIIe siècle.

### Aspect extérieur

#### La façade occidentale
Le portail de la façade est large. Il est en plein cintre. Il date du XIIe siècle. Il a sans doute été réalisé avant la partie orientale, avant le transept et le chœur.
Il est placé entre deux étroites arcades aveugles. Dix colonnettes soutiennent les quatre voussures.
Sur leurs chapiteaux : un ange, un personnage avec une bourse pendue au cou qui symbolise l'avarice entrainée par le diable (un chapiteau iconographiquement très proche peut se voir à l'intérieur de l'église d'Ingrandes, un homme, un masque à barbe pointue antre deux chimères, des griffons, des têtes humaines encadrées par des feuillages, un quadrupède avec des ailes et une queue se terminant en végétal, deux autres quadrupèdes ailés. Le biseau et le filet des tailloirs sont ornés de palmettes et de fleurs à quatre pétales.
La première archivolte est garnie d'un tore et d'ornements en forme de hache; la deuxième, de deux rangs de billettes entre des tores; la troisième de billettes séparées par des palmettes et d'un ruban plissé, motif fréquent en Poitou; la quatrième est rehaussée de longues billettes de perles, de volutes accouplées de trois rangs de fines billettes.
Au-dessus, se trouve une grande baie gothique tandis qu'une croix antéfixe couronne le pignon. Cette partie, nue, contraste avec le portail.

#### La nef
Les murs sont anciens. La petite porte latérale nord est aussi ancienne. Elle est encadrée de deux colonnettes et surmontée d'une archivolte. Cette dernière est composée d'un tore entre deux gorges et deux rangs de billettes.
Sur le mur sud, deux baies géminées en tiers-point s'ouvrent entre les contreforts. Elles ne sont pas antérieures au XIIIe siècle.

#### Le transept
Le croisillon du sud est épaulé par des contreforts d'angle à double ressaut. Une porte en plein cintre surmontée de deux belles fenêtres romanes flanquées de deux colonnettes permet de pénétrer dans l'église.
La baie de droite est divisée par un meneau qui porte un remplage flamboyant du XVe siècle. Elle conserve une archivolte à trois rangs de rondeaux comme la baie de l'abside. C'est un ornement rare en Poitou.
La fenêtre de gauche est revêtue d'une série d'ornements qui ressemblent à des langues encadrées entre un tore et des billettes.
Le pignon a été refait au XVe siècle, comme le prouvent les deux ours et des crochets de ses rampants garnis de feuilles de mauve frisée. Les modillons de la corniche représentent un animal dévorant un enfant, un roi couronné, une reine avec ses longs cheveux, un singe soufflant dans une flute de Pan.
Un cadran solaire canonial, en demi-cercle indique les heures de l'office des moines.
Le bras nord du transept a disparu au XVIIe siècle. Il mettait en relation l'église avec le prieuré. Le prieuré est aujourd'hui une propriété privée.
Le toit du transept comme celui du chœur est en lauzes.

#### Le clocher
Le clocher est carré. Il a été bâti sur le carré du transept. Il a été reconstruit. C'est une tour massive couronnée d'une flèche en charpente. La toiture est en ardoise.

#### L'abside
C'est une œuvre remarquable. Au-dessus d'un soubassement de sept assises, s'élèvent de longues arcatures en plein cintre accouplées quatre à quatre entre les contreforts à trois colonnes. Une gorge, creusée sur l'arête des pilastres qui les soutiennent et sur leurs archivoltes, est remplie de boutons côtelés. La même ornementation se retrouve sur les arcatures des chapelles rayonnantes de l'église de Saint-Jouin-de-Marnes.
Les chapiteaux des pilastres sont rehaussés de palmettes, de feuillages gras, de fruits d'arum et d'une tête de bélier. Les deux colonnettes des fenêtres de l'abside soutiennent une archivolte garnie d'un tore, d'une gorge, de besants, de larges dents de scie ou de trois rangs de rouleaux.
La plupart des modillons de la corniche représentent des têtes d'animaux à long cou qui ressemblent aux corbeaux des chapelles rayonnantes de l'église Saint-Hilaire de Poitiers.

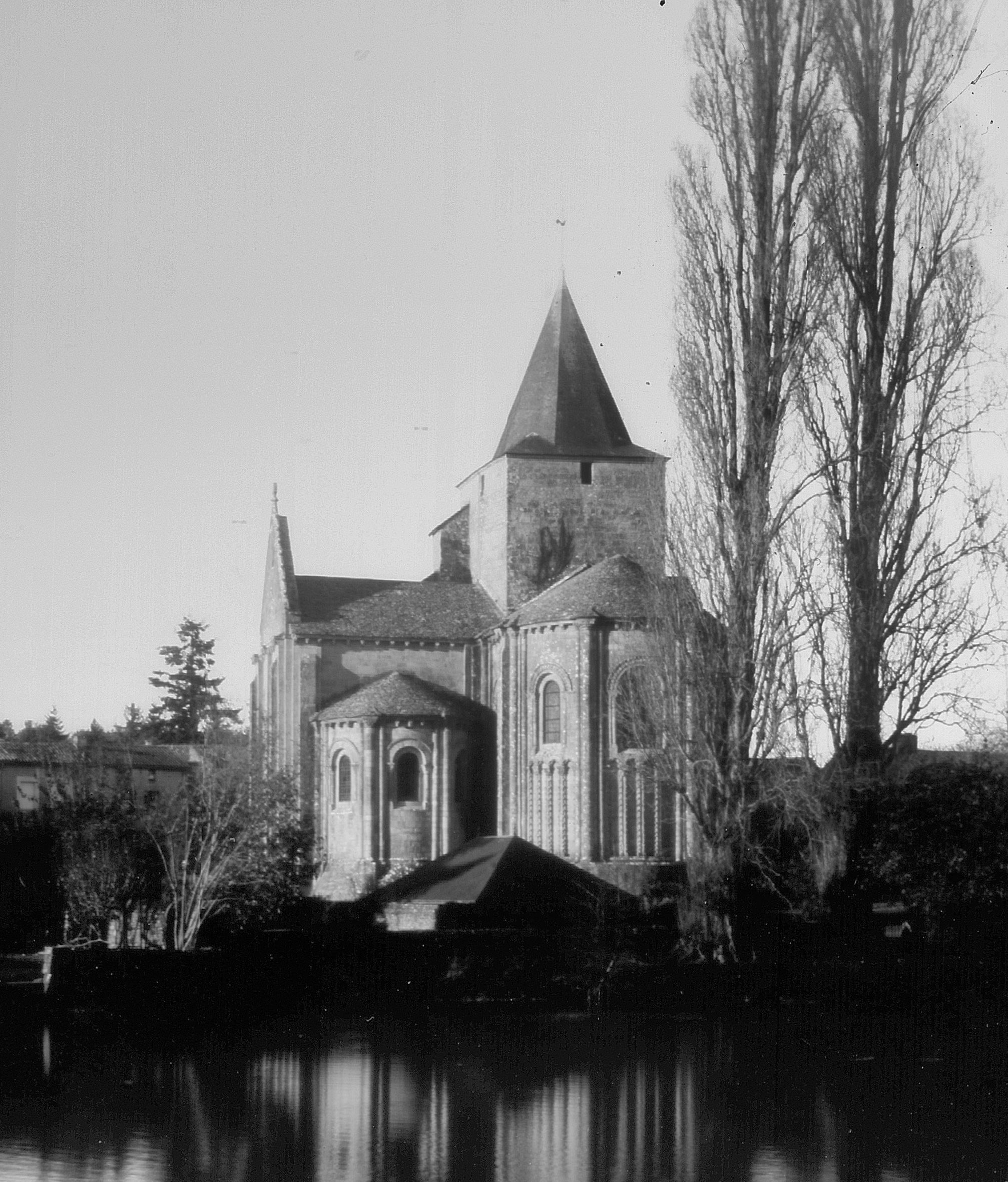
sténopé

### Aspect intérieur
Les dimensions de l'édifice sont imposantes : plus de 43 m de long, 10 m de large et 12 m de hauteur sous la voûte.

#### La nef
En 1792, il pleuvait dans l'église. Les chevrons étaient pourris comme les lattes et les tuiles. La nef fut restaurée en 1814, comme l'atteste une inscription au mur nord. Elle le sera de nouveau en 1870-1872. C'est à cette époque que le vaisseau unique fut divisé en trois : un large vaisseau central flanqué de deux collatéraux étroits.
La nef est divisée en six travées. Les travées sont voutées dans le style néoroman du Poitou.

#### Le transept
Le carré du transept est couvert par une coupole sur pendentifs. Les arcs en tiers-point à double ressauts qui la soutiennent, retombent sur des colonnes jumelles à l'entrée de la nef et sur des colonnes groupées trois par trois à l'entrée des croisillons et du chœur. les chapiteaux sont sculptés de feuilles plates et le tailloir en biseau est garni d'un ruban ondulé.
Si le croisillon nord fut démoli à la fin du XVIIe siècle, le croisillon sud est encore intact. Sa voûte est en berceau brisée. Elle est renforcée par un petit doubleau en tiers-point à double ressauts voisin de la croisée et soutenu par deux colonnes.
Deux hautes arcatures en plein cintre qui s'appuient sur deux colonnettes décorent le mur méridional et le mur occidental. Au sud, elles encadrent deux baies en plein cintre mais l'une fut divisée au XVe siècle par un remplage flamboyant.
L'absidiole a une voûte en cul-de-four brisé. La voûte retombe sur une moulure en biseau. L'absidiole ressemble beaucoup à celles de l'église de Lusignan. Les colonnettes de la baie centrale en plein cintre sont plus fortes que celles des deux fenêtres voisines à claveaux nus et les chapiteaux, ornés de palmettes, sont couronnés de tailloirs en biseau.

#### Le chœur
Les deux travées du chœur sont couvertes de voûtes sur croisées d'ogives aux nervures garnies d'un épais boudin. Les nervures s'appuient sur des colonnettes prévues dans la construction : les petites feuilles plates sculptées sur les tailloirs de leurs chapiteaux se continuent sur le bandeau de l'imposte.
Les voutes d'ogives du XIIe siècle sont très rares en Poitou.
Les cinq baies sont séparées par de longues et fines colonnes. La fenêtre centrale du chevet est plus haute que les autres. Les chapiteaux des colonnes sont sculptés de feuillages variés. On distingue sur une corbeille des arbres dans un bateau. Toutes ces dispositions se retrouvent dans l'abside de l'église de Lusignan.
Le mur intérieur est décoré d'arcades en plein cintre reposant sur des colonnettes. Leurs chapiteaux sont garnis de palmettes, de volutes, de monstres affrontés, d'oiseaux buvant dans une coupe. Les colombes buvant dans un calice représentent les âmes qui boivent à la source de la mémoire. C'est un emprunt de l'Église à l'iconographie traditionnelle romaine. Pour le chrétien, cette image est le symbole de l'Eucharistie : "Vous puiserez l'eau avec joie aux sources du salut" (Isaïe,12-3). Elle est courante dans les églises romanes du département de la Vienne. On la retrouve à l'église Saint-Pierre de Chauvigny, au Prieuré de Villesalem, à l'église de Bonneuil-Matours, à l'église de Civaux ou à l'église Saint-Porchaire de Poitiers.
La date de 1164 est généralement retenue comme celle d'une importante campagne de travaux. Cette date est gravée sur le fût d'une colonne, à droite de la porte de la sacristie qui date de 1843-1844.

## Le mobilier
Le maitre-autel est de forme tombeau.
L'autel est moderne et il est installé au carré du transept.
De chaque côté du chœur, deux statues, l'une représentant Sainte Radegonde et l'autre Saint Antoine de Padoue.

## Les vitraux

### Les vitraux anciens
Le vitrail de la baie axiale représente le baptême du Christ. Il est l’œuvre des frères Guérithault dont les ateliers étaient localisés à Poitiers.
Le vitrail date de 1869.
Les deux autres vitraux historiés du chœur sont consacrés à Saint Louis, à droite, et à Sainte Alodie à gauche. Cette sainte, peu connue, est très peu représentée dans les églises. Sainte Alodie a été martyrisée à Huesca, en Aragon (Espagne) en 851.

### Les vitraux contemporains
La grande baie gothique de la façade occidentale a été rouverte en 1998. À l'issue d'un concours, un vitrail en verre fusionné y a été installé en 1999. C'est une œuvre de Thierry Gilhodez. Sous la partie supérieure en jaune, différentes tonalités de bleus évoquent l'eau purificatrice du baptême.
Thierry Gilhodez a choisi de réaliser un vitrail entièrement composé de verre fusionné dans la masse, serti d'une résille de plombier soudé à l'étain. La fusion du verre n'est pas une découverte récente, mais l'idée de l'utiliser sous une forme moderne dans le vitrail est nouvelle. La mise en œuvre consiste à superposer plusieurs couches de verre qui, après fusion dans un four à haute température, permet d'obtenir un plateau plus ou moins grand - 60 cmX30 cm cm pour 12 mm d'épaisseur environ - enrichi de différents apports.
C'est probablement le premier vitrail d'envergure conçu selon cette technique et posé dans une église romane.
Pour le graphisme, le maitre-verrier a utilisé de la grisaille fine diluée à l'essence de térébenthine qui réduit l'oxyde de fer à 640° et fixe durablement le pigment sur le verre en donnant un bel aspect satiné inaltérable.
Jusqu'en 2007, 8 vitraux supplémentaires, sur le même thème, sont venus compléter celui de 1999. 3 ont été réalisés par Thierry Gilhodez pour les deux baies du chœur, nord et sud et pour celle du mur du transept nord, 3 par Jean-Jacques Fanjat pour les trois baies de l'absidiole du bras sud du transept et 2 par Michel Guevel pour les deux baies du transept sud. Pour leurs vitraux, ces deux maitres-verriers ont utilisé la technique du verre plaqué.
La création de ces vitraux a été réalisée en collaboration avec le musée du vitrail de Curzay-sur-Vonne.